# Cygany (przystanek kolejowy)
Cygany – przystanek osobowy w Cyganach, w województwie podkarpackim, w Polsce. Od 13 grudnia 2009 uruchomiono połączenie Rzeszów Główny – Stalowa Wola Rozwadów.

## Ruch pasażerski
| Rok  | Wymiana pasażerska na dobę |
| ---- | -------------------------- |
| 2017 | 0-9                        |
| 2022 | 10-19                      |